# مونته‌مزولا
مونته‌مزولا (به ایتالیایی: Montemesola) یک کومونه در ایتالیا است که در استان تارانتو واقع شده‌است. مونته‌مزولا ۱۶ کیلومترمربع مساحت و ۴٬۰۳۵ نفر جمعیت دارد و ۱۸۳ متر بالاتر از سطح دریا واقع شده.